# Пасека (Закарпатская область)
Пасека (укр. Пасіка) — село в Полянской сельской общине Мукачевского района Закарпатской области Украины.
Население по переписи 2001 года составляло 1193 человека. Почтовый индекс — 89323. Телефонный код — 3133. Занимает площадь 12,64 км². Код КОАТУУ — 2124086902.

## Известные уроженцы
- Грицюк, Михаил Якимович (1929—1979) — украинский советский скульптор.